# Conjugació bacteriana

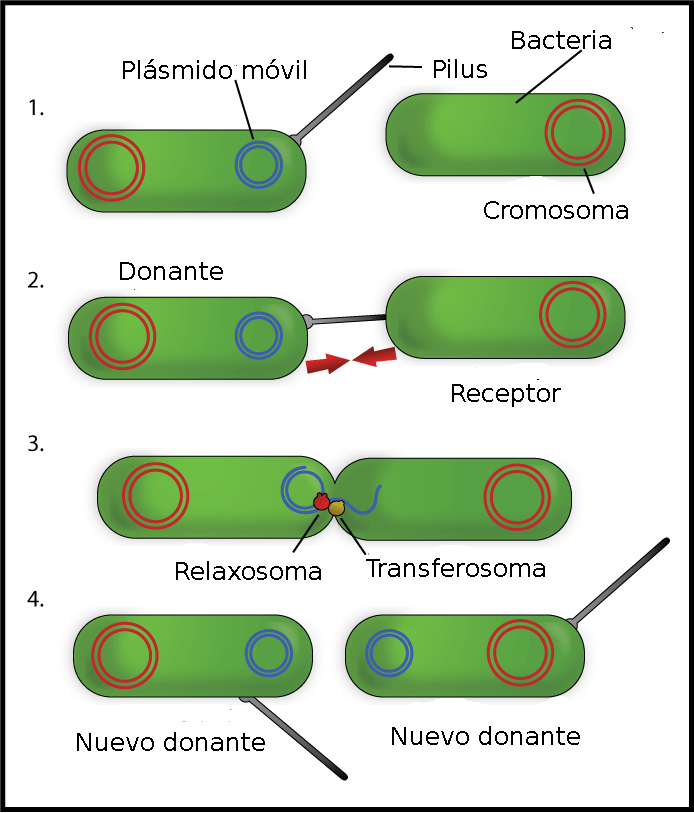
Esquema de la conjugació bacteriana
1-La cèl·lula donant genera un pèl sexual (fímbria). 2-La fímbria s'uneix a la cèl·lula receptora i ambdues cèl·lules s'aproximen. 3-El plasmidi mòbil es desarma i una de les cadenes d'ADN és transferida a la cèl·lula receptora. 4-Ambdues cèl·lules sintetitzen la segona cadena i regeneren un plasmidi complet. A més, ambdues cèl·lules generen nous pili i són ara viables com donants.

La conjugació bacteriana o parasexualitat bacteriana és el procés de transferència d'un plasmidi (un fragment de l'ADN que conté gens). Tot i el seu nom només comparteix lleus similituds amb la reproducció sexual dels eucariotes. El plasmidi transferit pot tornar a quedar lliure en el citoplasma de la cèl·lula receptora o bé incorporar-se al seu cromosoma bacterià, promogut per determinats tipus de plasmidis, que porten un conjunt de gens els productes del qual participen en el procés, i que requereix contactes directes entre ambdues, amb intervenció d'estructures superficials especialitzades i de funcions específiques (pili sexuals en els gramnegatius, i contacte íntim en el grampositius). Alguns d'aquests plasmidis es comporten com episomes, és a dir, que poden integrar-se en el cromosoma bacterià; en aquest cas, si es produeix la conjugació, es pot transferir el mateix plasmidi més un segment adjacent del cromosoma, que al mateix temps podrà recombinar-se amb seqüències homòlogues del cromosoma del receptor, donant lloc a un cromosoma híbrid.